# Bevo Roeselare
Darta Bevo Roeselare is een Belgische volleybalclub uit Roeselare.

## Geschiedenis
De club werd opgericht in 1969.
In 2023 was Bevo met de eerste ploeg actief in 1e nationale.
In 2023 werd bekend dat de werking van het Liga-damesteam van Hermes Volley Oostende werd stopgezet en geïntegreerd werd binnen de werking van Darta Bevo Roeselare.

## Bekende (ex-)spelers
- Laure Flament
- Bieke Huyst
- Charlotte Leys
- Dominika Sobolska
- Megan Vanden Berghe
- Jurgen Vandenweghe
- Iris Vandewiele
- Saar Wallaeys
- Nikita Depaepe
- Emma Vanderschommen
- Tea Radovic
- Lynn Blenckers